# مارتين ساستري
مارتين ساستري (بالإسبانية: Martín Sastre) (و. 1976  م) هو فنان، ومخرج أفلام، ورسام، وممثل أوروغوياني، ولد في مونتفيدو.

## وصلات خارجية
- مارتين ساستري على موقع IMDb (الإنجليزية)
- مارتين ساستري على موقع ألو سيني (الفرنسية)
- مارتين ساستري على موقع أول موفي (الإنجليزية)
- مارتين ساستري على موقع قاعدة بيانات الفيلم (الإنجليزية)
- مارتين ساستري على موقع كينوبويسك (الروسية)